# Ryder Cup 1975
Navigation
1973 1977
La 21e édition de la Ryder Cup a eu lieu au Old Laurel Valley, à Ligonier en Pennsylvanie.
L'équipe des États-Unis remporte la compétition sur le score de 21 à 11.

## Composition des équipes
| Royaume-Uni et Irlande - Capitaine : - Bernard Hunt Angleterre - Joueurs : - Tony Jacklin Angleterre - Peter Oosterhuis Angleterre - Bernard Gallacher Écosse - Tommy Horton Jersey - Brian Huggett Pays de Galles - Eamonn Darcy Irlande - Guy Hunt Angleterre - Brian Barnes Écosse - John O'Leary Irlande - Maurice Bembridge Angleterre - Norman Wood Écosse | États-Unis - Capitaine : - Arnold Palmer - Joueurs: - Bob Murphy - Johnny Miller - Lee Trevino - Hale Irwin - Gene Littler - Billy Casper - Tom Weiskopf - Jack Nicklaus - Raymond Floyd - J. C. Snead - Al Geiberger - Lou Graham |

## Compétition

### 1erjour

#### Foursomes
J W Nicklaus & T Weiskopf - B W Barnes & B J Gallacher :  5 et 4
G Littler & H Irwin - N Wood & M Bembridge :  4 et 3
A Geiberger & J Miller - A Jacklin & P Oosterhuis :  3 et 1
L Trevino & J C Snead - T Horton & J O'Leary :  2 et 1

#### 4 balles meilleure balle
W J Casper & R Floyd - P Oosterhuis & A Jacklin :  2 et 1
T Weiskopf & L Graham - E Darcy & C O'Connor Jr :  3 et 2
J W Nicklaus & R Murphy - B W Barnes & B J Gallacher
L Trevino & H Irwin - T Horton & J O'Leary :  2 et 1

### 2ejour

#### Foursomes
W J Casper & J Miller - P Oosterhuis & A Jacklin : égalité
J W Nicklaus & J C Snead - T Horton & N Wood :  4 et 2
G Littler & L Graham - B W Barnes & B J Gallacher :  5 et 3
A Geiberger & R Floyd - E Darcy & G L Hunt : égalité

#### 4 balles meilleure balle
L Trevino & R Murphy - A Jacklin & B W Barnes :  3 et 2
T Weiskopf & J Miller - C O'Connor Jr & J O'Leary :  5 et 3
H Irwin & W J Casper - P Oosterhuis & M Bembridge :  3 et 2
A Geiberger & L Graham - E Darcy & G L Hunt :  3 et 2

### Simples

#### Matinée
R Murphy - A Jacklin :  2 et 1
J Miller - P Oosterhuis :  2 up
L Trevino - B J Gallacher : égalité
H Irwin - T Horton : égalité
G Littler - B G C Huggett :  4 et 2
W J Casper - E Darcy :  3 et 2
T Weiskopf - G L Hunt :  5 et 3
J W Nicklaus - B W Barnes :  4 et 2

#### Après-midi
R Floyd - A Jacklin :  1 up
C Snead - P Oosterhuis :  3 et 2
A Geiberger - B J Gallacher : égalité
L Graham - T Horton :  2 et 1
H Irwin - J O'Leary :  2 et 1
R Murphy - M Bembridge :  2 et 1
L Trevino - N Wood :  2 et 1
J W Nicklaus - B W Barnes :  2 et 1